# Фішка казино
Фішка казино, жетон — невеликий диск, який замінює в казино гроші. Фішки також широко використовуються як ігрові гроші в турнірних змаганнях зі спортивного покеру і аматорських іграх.
Фішки виготовляються з глини, композитної глини або ABS пластику. В основному використовуються в настільних іграх, на відміну від металевих монет (жетонів), використовуваних в ігрових автоматах.
Деякі казино при високих ставках гри також використовують «плаки» (від $ 25 000 і вище). Плак відрізняється від фішки тим, що він більше, і, як правило, має прямокутну форму. На відміну від фішок, плаки мають свої порядкові номери.
Прагматичною причиною того, що казино використовують фішки замість готівки в настільних іграх, є стримування гравців відбирати свою ставку і намагатися втекти, якщо їхня ставка не виграє, оскільки фішки, на відміну від готівки, повинні бути викуплені в касі казино і не мають вартості поза казино. Нарешті, фішки вважаються невіддільною частиною середовища казино — інша заміна грошей буде непопулярною.
Історично фішки казино походять від європейських середньовічних рахункових пфенігів.